# Mihajlovkai járás

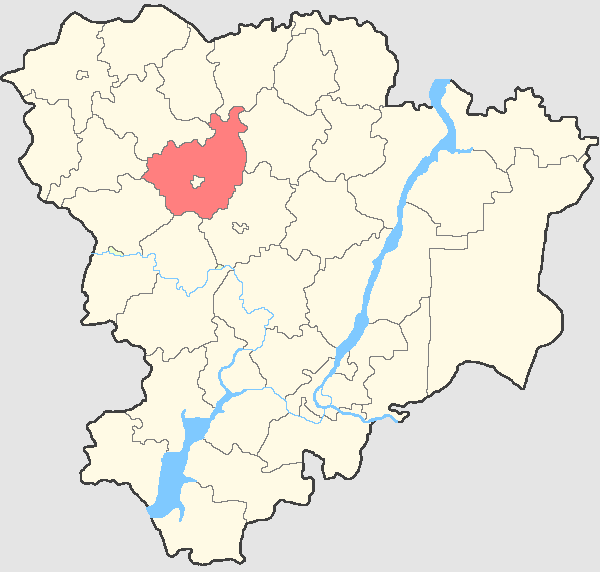
A Mihajlovkai járás a Volgográdi területen

A Mihajlovkai járás (oroszul Миха́йловский райо́н) Oroszország egyik járása a Volgográdi területen. Székhelye Mihajlovka.

## Népesség
- 1989-ben 25 112 lakosa volt.
- 2002-ben 25 978 lakosa volt.
- 2010-ben 25 936 lakosa volt, melyből 23 229 orosz, 494 török, 305 kazah, 258 ukrán, 255 cigány, 203 azeri, 196 mari, 143 örmény, 120 csuvas, 114 tatár, 82 német, 70 fehérorosz, 60 ezid, 47 udmurt, 39 grúz, 27 mordvin, 26 dargin, 26 üzbég, 21 moldáv, 16 tadzsik, 10 tabaszaran stb.